# Weltdokumentenerbe in Deutschland

Logo des Programms Memory of the World der UNESCO

Deutschland ist im Internationalen Register des Weltdokumentenerbes mit 28 Einträgen vertreten. Sie dokumentieren „die Vielfalt deutscher Beiträge zur Kulturgeschichte“ innerhalb des UNESCO-Programms Memory of the World (Weltdokumentenerbe). Das Programm wurde 1992 von der UNESCO als das dritte Welterbeprogramm gestartet, um sowohl den freien Zugang zu den kulturell bedeutsamen und historisch wichtigen Dokumenten zu sichern (unter anderem durch die Digitalisierung der Dokumente) als auch das dokumentarische Erbe vor Zerstörung und Vergessen zu bewahren.
1997 wurden die ersten Dokumente in das Register eingetragen, 1999 war mit der Sammlung des Berliner Phonogramm-Archivs erstmals das Welterbe in Deutschland mit einem Beitrag im Dokumentenerbe vertreten. Die Liste des Weltdokumentenerbes umfasst wertvolle Buchbestände, Handschriften, Partituren, Unikate, Bild-, Ton- und Filmdokumente.

## Deutsches Nominierungskomitee
Die Deutsche UNESCO-Kommission hatte im Juli 1999 die Gründung eines nationalen Nominierungskomitees für das Programm Memory of the World beschlossen. Mit dem Vorsitz des Expertengremiums wurde der Historiker Joachim-Felix Leonhard beauftragt.
Während die Nominierungen zum Weltkultur- und Weltnaturerbe durch die deutschen Bundesländer erfolgen, können im Programm Memory of the World auch Einzelpersonen, Verbände und Nichtregierungsorganisationen Vorschläge beim Deutschen Nominierungskomitee einreichen, welches diese nach Beratung und bei positiver Bewertung an das internationale Beraterkomitee einreicht. Ursprünglich waren Einreichungen auch direkt an das internationale Beraterkomitee möglich. So wurde bereits vor der ersten Sitzung des Deutschen Nominierungskomitees mit dem Berliner Phonogramm-Archiv der erste deutsche Beitrag nach einem gemeinsamen Vorschlag des Archivs mit dem Wiener Phonogrammarchiv in das Register des Weltdokumentenerbes aufgenommen.
Die Aufgabe des deutschen Nominierungskomitees besteht sowohl in der Prüfung und Bewertung eingereichter Vorschläge, als auch in der Erarbeitung eigener Vorschläge für das Weltregister. Seit 2007 kann jeder Mitgliedsstaat der UNESCO alle zwei Jahre zwei rein nationale und unbegrenzt mehrnationale Vorschläge bei dem internationalen Beraterkomitee einreichen. Nach den Empfehlungen des Beraterkomitees entscheidet abschließend der Exekutivrat der UNESCO über die Aufnahme in das Internationale Register.

## Deutsche Beiträge zum Weltdokumentenerbe
Legende:
- Jahr: Jahr der Eintragung in das Register des Memory-of-the-World-Programms
- Bezeichnung: Bezeichnung des betreffenden Dokuments gemäß der Publikationen der Deutschen UNESCO-Kommission
- Beschreibung: Beschreibung des Dokuments inklusive Angaben zum Aufbewahrungsort
- Bild: Exemplarische Illustration zum Dokument

| Jahr | Bezeichnung                                                                                  | Beschreibung | Bild                                                                                          |
| ---- | -------------------------------------------------------------------------------------------- | --- | --------------------------------------------------------------------------------------------- |
| 1999 | Tondokumente traditioneller Musik 1893–1952 (Edison-Zylinder) des Berliner Phonogrammarchivs | Die Sammlung historischer Edisonwalzen im Berliner Phonogramm-Archiv, einer Abteilung des Ethnologischen Museums, umfasst rund 150.000 Aufnahmen aus der ganzen Welt. | Sitz des Ethnologischen Museums Berlin im Humboldt Forum                                      |
| 2001 | Goethes literarischer Nachlass                                                               | Das von Johann Wolfgang von Goethe angelegte Archiv seiner Manuskripte, Briefe, Tagebücher und wissenschaftlichen Abhandlungen wird im Weimarer Goethe- und Schiller-Archiv aufbewahrt. | Manuskript zu Goethes Gedicht Gingo biloba                                                    |
| 2001 | Gutenberg-Bibel                                                                              | Das 1282 Seiten umfassende Exemplar in der Niedersächsischen Staats- und Universitätsbibliothek Göttingen ist die einzige vollständige Gutenberg-Bibel auf Pergament in Deutschland und eine von vieren weltweit. Zwischen 1452 und 1454 entstanden rund 180 Exemplare der Bibel in der Druckerwerkstatt von Johannes Gutenberg, davon etwa 30 auf Pergament. Das Göttinger Exemplar ist vollständig aufbereitet im Internet verfügbar.                                                                                               | Seite der Gutenberg-Bibel                                                                     |
| 2001 | Beethovens 9. Sinfonie                                                                       | Ludwig van Beethovens Symphonie Nr. 9, d-Moll, op. 125, wurde 1824 vollendet. Das Autograph wird von der Staatsbibliothek zu Berlin aufbewahrt, ergänzende Teile befinden sich im Bonner Beethoven-Haus und der Bibliothèque nationale de France. | Handschrift zu Beethovens 9. Sinfonie                                                         |
| 2001 | Fritz Langs Stummfilmklassiker „Metropolis“                                                  | Fritz Langs Stummfilm aus dem Jahr 1927 wurde nach umfangreichen Restaurierungen der Friedrich-Wilhelm-Murnau-Stiftung als erster Film ins Weltdokumentenerbe aufgenommen. | Aufnahmeurkunde der UNESCO für die Archivkopie von Metropolis                                 |
| 2003 | Reichenauer Handschriften                                                                    | Die Handschriften aus dem Kloster Reichenau gelten als herausragende Beispiele der ottonischen Buchmalerei. Ausgewählt wurden das Aachener und das Münchner Evangeliar Ottos III., die Bamberger Apokalypse, der Egbert-Psalter, der Gero-Codex, das Perikopenbuch Heinrichs II., das Evangeliar aus dem Bamberger Dom, das Poussay-Evangelistar, der Codex Egberti sowie die Handschrift Msc.Bibl.22 der Staatsbibliothek Bamberg.                                                                                                   | Seite aus dem Codex Egberti                                                                   |
| 2005 | Kinder- und Hausmärchen der Brüder Grimm                                                     | Die Kinder- und Hausmärchen der Brüder Grimm wurden erstmals in den Jahren 1812 und 1815 veröffentlicht. Die Handexemplare der Märchensammlungen werden seit 2015 in der GRIMM WELT Kassel ausgestellt und befinden sich seit 1932 im Besitz der Murhardschen Bibliothek Kassel (Universitätsbibliothek Kassel). Bis 2014 befanden sich die Hausmärchen im Brüder Grimm-Museum Kassel. | Titelseite der Kinder- und Hausmärchen                                                        |
| 2005 | Waldseemüllerkarte von 1507                                                                  | Die 1507 von Martin Waldseemüller erstellte Weltkarte wurde als gemeinsamer Vorschlag Deutschlands und der Vereinigten Staaten in die Liste des Weltdokumentenerbes eingetragen. Seit 2007 wird die Karte in der Library of Congress in Washington, D.C. ausgestellt. | Gesamtansicht der Waldseemüller-Karte                                                         |
| 2005 | Renaissance-Bibliothek des Mathias Corvinus (Bibliotheca Corviniana)                         | Bestände der Renaissance-Bibliothek des Königs von Ungarn und Kroatien Matthias Corvinus, die sog. Corvinen, finden sich heute unter anderem in der Österreichischen Nationalbibliothek, der Bayerischen Staatsbibliothek und in der Wolfenbütteler Herzog August Bibliothek. Der Eintrag in das Register erfolgte auf einen gemeinsamen Vorschlag Belgiens, Frankreichs, Italiens, Österreichs, Ungarns und Deutschlands. | Codex Guelf. 43 Aug 2° (um 1488)                                                              |
| 2007 | Briefwechsel von Gottfried Wilhelm Leibniz                                                   | Die Sammlung der Gottfried Wilhelm Leibniz Bibliothek in Hannover umfasst rund 15.000 Briefe des Universalgelehrten Leibniz. | Brief von Leibniz aus dem Jahr 1716                                                           |
| 2009 | Nibelungenlied                                                                               | Das Nibelungenlied ist ein mittelhochdeutsches Heldenepos, das im 19. Jahrhundert den Rang eines deutschen Nationalepos erlangte. Das Register listet die Handschrift A (aufbewahrt in der Bayerischen Staatsbibliothek), die Handschrift B der Stiftsbibliothek St. Gallen und die Donaueschinger Nibelungenhandschrift C (aufbewahrt in der Badischen Landesbibliothek). | Erste Seite der Nibelungenhandschrift C                                                       |
| 2011 | Dokumente zum Bau und Fall der Berliner Mauer und der Zwei-plus-Vier-Vertrag                 | 15 verschiedene Filmaufnahmen, Fotografien und Schriftstücke dokumentieren die Geschichte der Berliner Mauer sowie der Deutschen Wiedervereinigung. Enthalten sind unter anderem die Fotografie von Conrad Schumanns Sprung in die Freiheit, der gefilmte Abtransport des erschossenen Peter Fechter, John F. Kennedys Rede Ich bin ein Berliner sowie Aufnahmen von Günter Schabowskis Pressekonferenz am 9. November 1989. Die Dokumentensammlung wurde bereits 2007 nominiert, damals aber vom Beraterkomitee abgelehnt.           | Bau der Berliner Mauer im August 1961                                                         |
| 2011 | Benz-Patent von 1886                                                                         | Das am 29. Januar 1886 eingereichte Patent von Carl Benz beschreibt die Funktionsweise seines ersten Motorwagens und dokumentiert die Geburtsstunde des modernen Automobils. | Zeichnung des Motorwagen in der Patentschrift                                                 |
| 2013 | Himmelsscheibe von Nebra                                                                     | Die Himmelsscheibe von Nebra ist eine etwa 3700 bis 4100 Jahre alte Bronzeplatte mit Einlegearbeiten aus Gold. Diese Einlegearbeiten sollen vermutlich astronomische Phänomene und Symbole aus dem religiösen Themenkreis darstellen. Sie wurde 1999 nahe der Stadt Nebra gefunden und gehört seit 2002 zum Bestand des Landesmuseums für Vorgeschichte Sachsen-Anhalt in Halle. | Die Himmelsscheibe von Nebra                                                                  |
| 2013 | Lorscher Arzneibuch                                                                          | Beim Lorscher Arzneibuch handelt es sich um eine frühmittelalterliche Handschrift aus der Zeit um das Ende des 8. Jahrhunderts. Der Hauptteil besteht dabei aus einer Sammlung von 482 Rezepten. Das Lorscher Arzneibuch wird in der Staatsbibliothek Bamberg aufbewahrt (Signatur Msc.Med.1). | Inhaltsverzeichnis des Lorscher Arzneibuches                                                  |
| 2013 | Schriften von Karl Marx: „Das Manifest der Kommunistischen Partei“ und „Das Kapital“         | Es wurden die beiden angeführten Werke (Manifest der Kommunistischen Partei von 1847/48 und Das Kapital. Erster Band) von Karl Marx in das Weltdokumentenerbe aufgenommen. Im Manifest der Kommunistischen Partei entwickelten Karl Marx und Friedrich Engels bereits große Teile der später als „Marxismus“ bezeichneten Weltanschauung. Das Kapital (Erster Band) enthält eine Analyse und Kritik der kapitalistischen Gesellschaft. Die Dokumente wurden gemeinsam für Deutschland und die Niederlande zum Dokumentenerbe erklärt. | Titelblatt der Erstausgabe des Manifests der Kommunistischen Partei                           |
| 2013 | Die Goldene Bulle                                                                            | Die Goldene Bulle war das wichtigste der Dokumente des Heiligen Römischen Reiches und regelte die Modalitäten zur Wahl und Krönung der römisch-deutschen Könige durch die Kurfürsten bis zum Ende des Alten Reiches 1806. Von den erhaltenen sieben Ausführungen befinden sich fünf an verschiedenen Orten in Deutschland (Darmstadt, Frankfurt am Main, München, Nürnberg, Stuttgart) und zwei in Österreich (beide in Wien). Die Dokumente wurden gemeinsam für Deutschland und Österreich zum Dokumentenerbe erklärt.              | Seite aus einer Handschrift der Goldenen Bulle                                                |
| 2015 | Digitale Sammlungen zur sprachlichen Vielfalt                                                | 64 Sammlungen der Sprachdokumentation und -wissenschaft mit audio-visuellen und schriftlichen Belegen zu 102 Sprachen und Kulturen. |                                                                                               |
| 2015 | Frühe Schriften der Reformationsbewegung                                                     | 14 Manuskripte und Originaldrucke von Martin Luthers Schriften stehen repräsentativ für Luthers erste Jahre als Professor, den Ablassstreit, Luther auf dem Wormser Reichstag, seine Bibelübersetzung und die von ihm initiierten Veränderungen des Bildungswesens und der Liturgie. Darunter sind eine von Luther benutzte hebräische Bibel, der Wolfenbütteler Psalter, je ein Exemplar des Septembertestaments (1522) und der Lutherbibel (1534) sowie ein Plakatdruck der 95 Ablassthesen.                                        | Luthers 95 Thesen                                                                             |
| 2015 | Autograph der h-Moll-Messe von Johann Sebastian Bach                                         | Die auf 99 Seiten niedergeschriebene Messe in h-Moll aus dem Jahr 1749 steht für das gesamte kompositorische Werk Bachs. Das Manuskript ist im Besitz der Staatsbibliothek zu Berlin. | Autograph der ersten Seite des Kyrie                                                          |
| 2015 | Goldener Brief des birmanischen Königs Alaungphaya an den britischen König George II.        | Der Goldene Brief ist ein auf Gold geschriebenes Dokument, das der birmanische König Alaungphaya 1756 an den britischen König Georg II. nach London sandte. Das Schreiben wird heute in der Gottfried Wilhelm Leibniz Bibliothek in Hannover verwahrt. | Signet des burmesischen Königs auf dem Brief                                                  |
| 2015 | Handschriften des Buches „Al-Masaalik Wa Al-Mamaalik“                                        | Das Kitab al-Masalik wa-l-mamalik (persisch für „Buch der Wege und Provinzen“) ist ein aus dem 10. Jh. n. Chr. stammendes kartographisches Werk von al-Istachri. Die älteste persische Abschrift befindet sich in der Iranischen Nationalbibliothek in Teheran, die älteste arabische Handschrift des Buches in der Forschungsbibliothek Gotha. | Karte aus dem Buch von al-Istachri                                                            |
| 2017 | Verfahrensunterlagen und Tonbandaufnahmen des ersten Frankfurter Auschwitz-Prozesses         | Tondokumente und Prozessakten des ersten Auschwitzprozesses 1963 bis 1965 in Frankfurt. Die Dokumente befinden sich im Hessischen Hauptstaatsarchiv in Wiesbaden. |                                                                                               |
| 2017 | Constitutio Antoniniana                                                                      | Vermutlich 212 in Kraft gesetzte Verordnung, mit welcher der Herrscher allen freien Bewohnern des Römischen Reichs das römische Bürgerrecht verlieh. Das einzig erhaltene Exemplar befindet sich in den Gießener Papyrussammlungen. | Fragment der Constitutio Antoniniana in der Justus-Liebig-Universität in Gießen               |
| 2023 | Codex Manesse                                                                                | Auch Große Heidelberger Liederhandschrift (Cod. Pal. germ. 848) genannt; gilt als die umfangreichste und berühmteste Sammlung mittelhochdeutscher Lied- und Spruchdichtung. | Codex Manesse, UB Heidelberg, Cod. Pal. germ. 848, fol. 124r, Herr Walther von der Vogelweide |
| 2023 | Behaim-Globus                                                                                | Die älteste erhaltene Darstellung der Erde in Kugelform und damit der älteste Globus der Welt. | Behaim-Globus, Germanisches Nationalmuseum in Nürnberg                                        |
| 2023 | Dokumente zur Geschichte der Hanse                                                           | 17 ausgewählte Dokumente aus Archiven in sechs europäischen Staaten zeigen beispielhaft die Entwicklung Nordeuropas vor über 600 Jahren, geprägt von einer Organisation von Kaufleuten und rund 200 Mitgliedstädten. → dazu zählen Urkunden zum Friede von Stralsund, Tohopesate vom 31. Oktober 1476 | Eine Kopie der Urkunde zum Friede von Stralsund, ausgestellt im Stralsund Museum              |
| 2023 | Karolingische Handschriften aus der Hofschule Kaiser Karls des Großen                        | Die Handschriften aus der Hofschule Kaiser Karls des Großen zählen zu den bedeutendsten Bilderhandschriften aus der frühmittelalterlichen Zeit um 800, der beginnenden Epoche der karolingischen Kaiser. Bei den Handschriften handelt es sich um ein Evangelistar, einen Psalter, fünf Evangeliare und ein Evangeliar-Fragment. | Hofschule Kaiser Karl Ada-Evangeliar, Hs 22 Markus                                            |

Deutschland hat sich außerdem als Mitglied der Internationalen Kommission des Internationalen Suchdienstes (ITS), gemeinsam mit den anderen zehn Mitgliedstaaten der Kommission, an der Nominierung der „Archive des Internationalen Suchdienstes“ in Bad Arolsen beteiligt. Die Aufnahme ins Register erfolgte 2013. Das Welterbe ist dabei keinem Staat, sondern der Internationalen Kommission des ITS zugeordnet.

## Deutsche Nominierungen zum Weltdokumentenerbe
Bisher wurden drei Vorschläge des Deutschen Nominierungskomitees vom Internationalen Beraterkomitee abgelehnt. Von diesen wurde der 2007 abgelehnte Vorschlag Dokumente zu Bau und Fall der Berliner Mauer im Jahr 2010 nach einer Überarbeitung unter dem Titel Bau und Fall der Berliner Mauer und der Zwei-plus-Vier-Vertrag erneut nominiert und 2011 in das Register Memory of the World aufgenommen.
In der Tabelle ist das Jahr der erstmaligen Nominierung aufgeführt.
| Jahr | Dokument                                                     | Beschreibung | Bild                                                     |
| ---- | ------------------------------------------------------------ | --- | -------------------------------------------------------- |
| 2001 | Patentanmeldung von Konrad Zuse für eine „Rechenvorrichtung“ | Zuses Patentanmeldung aus dem Jahr 1941, die die Funktion des ersten Digitalrechners Z3 beschrieb, wurde vom Reichspatentamt abgelehnt. Kopien der Patentanmeldung befinden sich im Privatbesitz der Familie Zuse.                                                                                | Nachbau der Zuse Z3 im Deutschen Museum München          |
| 2005 | Heiratsurkunde der Kaiserin Theophanu                        | Die Heiratsurkunde dokumentiert die Vermählung der byzantinischen Prinzessin Theophanu mit dem römisch-deutschen Kaiser Otto II. im Jahr 972. Sie zählt zu den wenigen erhaltenen frühmittelalterlichen Purpururkunden und befindet sich heute im Niedersächsischen Staatsarchiv in Wolfenbüttel. | Ausschnitt aus der Heiratsurkunde der Kaiserin Theophanu |